# ハコボーイ! もうひとハコ
『ハコボーイ! もうひとハコ』（英題：BOXBOXBOY!）は、ハル研究所が開発し、任天堂が2016年1月6日より配信を開始したニンテンドー3DS用アクションパズルゲーム。

## 概要
2015年に配信された『ハコボーイ!』の続編。ゲームシステムは前作とほぼ同じだが、本作では全てのステージで同時にハコ（箱）を2セット出すことが可能になった。難易度は前作よりもやや高めに設定されている。

## 登場キャラクター
キュービィ (Qbby)
正方形の体をした男の子。前作及び本作の主人公。前作のラストにおいてキューシィとともに眠りについていたが、謎の浮遊物体「プラネトロン」の力によって目覚め、ハコを同時に2セット出す新たな能力を得た。
キューシィ (Qucy)
正方形の体をしたキュービィの仲間の女の子。頭に大きなリボンをつけている。
キューディ (Qudy)
縦長の長方形の体をしたキュービィの仲間。他の2人よりも背が高い。

## ワールド
WORLD-0 ハコパワー その名は「もうひとハコ」
基本的な操作で進むチュートリアル的なワールド。全3ステージ。
WORLD-1 開けろ シャッター スイッチを 押して
所々がシャッターで区切られているワールド。ハコを用いてスイッチを押すとシャッターが開く。全6ステージ。
WORLD-2 ハコで防ごう レーザー
レーザーの発射台が設置されているワールド。キュービィがレーザーに当たるとミスになる。全6ステージ。
WORLD-3 ひっかけて進めば ハコフック
ハコをフック状に出して地形にひっかける技「ハコフック」を用いながら進むことになるワールド。全6ステージ。
WORLD-4 ベルトコンベアに 流されて
ベルトコンベアが設置されているワールド。上に乗ったキュービィやハコが回転方向に流される。全7ステージ。
WORLD-5 接続せよ ＋と－スイッチ
「＋ブロック」と「－ブロック」が設置されたワールド。2つのブロックをハコで繋ぐと仕掛けが作動する。全7ステージ。
WORLD-6 ほそみち進め ハコスネーク
キュービィが入れない狭い通路にハコを挿入し収縮させることで通路内を移動できる技「ハコスネーク」を用いることになるワールド。全8ステージ。
WORLD-7 クレーンが つかんだその先に
クレーンが設置されているワールド。クレーンは、キュービィやハコを掴んでレールに沿って動き、終点で離す。全7ステージ。
WORLD-8 トゲボー 出会いと別れ
触れるとミスになる敵「トゲボー」が登場するワールド。トゲボーを仕掛けに利用して進む場面もある。全7ステージ。
WORLD-9 そこに入れば ワープクラウド
天井と地表に広がる雲「ワープクラウド」があるワールド。キュービィやハコが地表の雲に入ると天井にある別の雲から降りてくる。全7ステージ。
WORLD-10 グラビティエリアで ハコがうく
ハコに対して特定方向の重力が働く「グラビティエリア」があるワールド。キュービィはエリアの影響を受けない。全8ステージ。
WORLD-11 目覚めよ キュービィ
これまでの仕掛けが複合的に設置されたワールド。全8ステージ。
クリア後にはエンディングが流れる。
WORLD-12 おまけワールド その1
WORLD-13 おまけワールド その2
WORLD-14 おまけワールド その3
WORLD-15 おまけワールド その4
WORLD-16 おまけワールド ラスト
様々な仕掛けが複合的に設置されたワールド。既存の仕掛けのほか、ハコを用いて動かせる「ダミーブロック」、触れるとミスになる「ビリビリブロック」、横一列に繋がると消える「パズルブロック」、キュービィやハコが上に乗ると崩れるブロック、キュービィやハコがくっつくと離れない「ひっつきブロック」が新たに登場する。それぞれ全8ステージ。
チャレンジワールド
本編と異なるワールド。これまで登場した複数のコースが連続して1つの長いステージになっている。ステージごとに、前作で登場したコスチューム「ニンジャ」（横方向の飛距離が長くなる）・「うさぎ」（2ハコ分の高さまでジャンプできる）のいずれかを身に着けることになり、出せるハコの数も本編より少ないことから、本編とは別の解き方を求められる。また、このワールドのプレイ時には画面の配色が反転する。全8ステージ。

## ショップ
ステージクリア時に入手するメダルを用いて様々なものを購入できる。

### ハコ漫画
キュービィと仲間たちが登場する4コマ漫画を読むことができる。全20話。

### サウンド
ゲーム内で用いられる曲を聴くことができる。全13曲。

### コスチューム
身に着けると見た目が変化する。本作で新たに追加されたコスチュームには、前作のように着用することで能力が変化するものは無い。
前作『ハコボーイ!』のセーブデータがある場合は、前作のコスチュームを読み込むことができる。種類については「ハコボーイ!#コスチューム」を参照。
アイマスク
目の周りを黒い帯で覆う。WORLD-0のクリア後に購入できる。
少年
つばのついた帽子を被りオーバーオールを着用する。WORLD-4のクリア後に購入できる。
ネコ
猫耳、猫ひげ、尻尾がつき、顔の表面がブチ模様になる。WORLD-4のクリア後に購入できる。
ヴァンパイア
シルクハットを被り黒いマントを羽織る。WORLD-8のクリア後に購入できる。
メイド
おさげ髪になりメイド服を着用する。WORLD-8のクリア後に購入できる。
ロボスーツ
ロボットアニメのロボットの頭部のような姿になる。WORLD-11のクリア後に購入できる。
ハコクイーン
茶髪の頭部に銀色のティアラをつける。全てのワールドをクリアすることで手に入る。
真・ハコクイーン
茶髪の頭部に金色のティアラをつけ紫色のスカーフを巻く。各ステージにある王冠を全て入手することで手に入る。